# فرانكنشتاين في الثقافة الشعبية

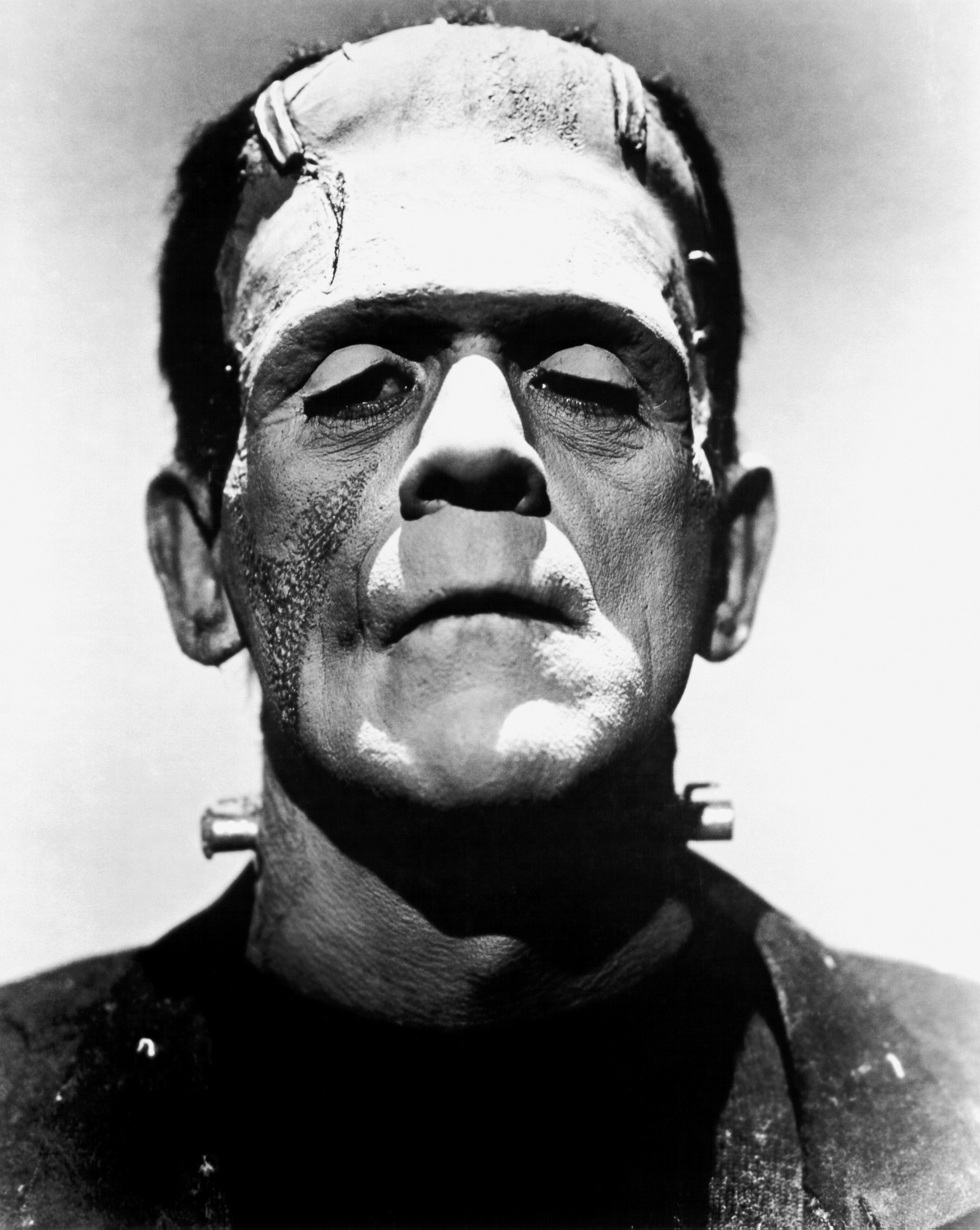
فرانكنشتاين

ألهمت رواية فرانكنشتاين، أو إله النار الجديد، لماري شيلي الصادرة عام 1818 وشخصية وحش فرانكنشتاين الشهيرة الثقافة الشعبية لقرن على الأقل. ألهم العمل عددًا كبيرًا من الأفلام والبرامج التلفزيونية وألعاب الفيديو والأعمال المشتقة. ما تزال شخصية الوحش إحدى أكثر الأيقونات رواجًا في نوع أدب الرعب.

## الأفلام المشتقة

### الحقبة الصامتة
صُنع أول تحويل فني للحكاية إلى فيلم، تحت اسم فرانكنشتاين، في استوديوهات إديسون عام 1910، من كتابة وإخراج جيه. سيرل داولي، ولعب أوغسطس فيليبس دور فرانكنشتاين، وماري فويرتي دور إليزابيث، وتشارلز أوغل دور الوحش. في القصة الموجزة (16 دقيقة) يخلق فرانكنشتاين المخلوق كيميائيًا في راقود. يظل المخلوق على لقاءاته بالعالِم حتى ليلة زواج فرانكنشتاين، وقتما يسبب الحب الحقيقي اختفاء المخلوق. لسنوات عديدة، اعتُقد أن هذا الفيلم مفقود. أعلن جامع تحف عام 1980 أنه قد حصل على طبعة في الخمسينيات ولم يكن مدركًا ندرتها.
سرعان ما أعقب نسخة إديسون تحويل فني آخر بعنوان الحياة بلا روح (1915)، من إخراج جوزيف دبليو. سمايلي، وبطولة ويليام أيه. كوهيل بدور الدكتور ويليام فراولي، وهو فرانكنشتاين جديد يخلق رجلًا بلا روح، أدى دوره بيرسي ستاندينغ، الذي لم يضع إلا قليلًا من الماكياج، وحصد استحسانًا نقديًا أكثر. صُور الفيلم في مواقع متعددة حول الولايات المتحدة، وذاع عنه أنه قدم عرضًا كبيرًا. في النهاية، تبين أن شابًا حلم بأحداث الفيلم بعد أن غط في النوم وهو يقرأ رواية ماري شيلي. يُعتبر هذا الفيلم اليوم مفقودًا.
صدرت أيضًا نسخة أوروبية واحدة من الفيلم على الأقل، وهي النسخة الإيطالية بعنوان وحش فرانكنشتاين في 1921. قدم منتج الفيلم، لوشيانو ألبيرتيني، دور فرانكنشتاين، ولعب دور المخلوق أومبيرتو غاراتشينو، وأخرجه يوجينيو تيستا من نص سينمائي لجيوفاني دريفيتي. يعُد هذا الفيلم اليوم مفقودًا.

### يونيفرسال بيكتشرز
أول تحويل فني مُحكم للقصة، بعنوان فرانكنشتاين (1931)، أنتجته شركة يونيفرسال بيكتشرز، وأخرجه جيمس ويل، ولعب دور المخلوق فيه بوريس كارلوف. اختير الفيلم ليُحفظ في السجل الوطني للأفلام بالولايات المتحدة. أخرج جيمس ويل تتمته أيضًا، بعنوان عروس فرانكنشتاين (1935)، ولعب كارلوف دور المخلوق. أعقبها ابن فرانكنشتاين (1939)، وهو آخر الأفلام الثلاثة التي لعب بوريس كارلوف فيها دور المخلوق. كان فيلم شبح فرانكنشتاين (1942) بداية انحدار سلسلة يونيفرسال إلى منطقة أفلام الدرجة الثانية، وجمعت الأعمال اللاحقة التي أنتجها الاستوديو وحشين أو ثلاثة إضافيين، ما نتج عنه الفيلم الكوميدي أبوت وكوستيلو يلتقيان فرانكنشتاين. أفلام يونيفرسال اللاحقة التي يظهر فيها الفيلم (والممثلون الذين لعبوا دوره) هي:
1. شبح فرانكنشتاين (1942- لون تشاني جونيور).
2. فرانكنشتاين يقابل الرجل الذئب (1943- بيلا لوغوسي، مع إيدي باركر وجيل بيركينز، ويُرجح وجود مؤدي مشاهد خطيرة ثالث).
3. منزل فرانكنشتاين (1944- غلين سترينج).
4. منزل دراكولا (1945- سترينج).
5. أبوت وكوستيلو يلتقيان فرانكنشتاين (1948- سترينج، ولعب لون تشاني جونيور الدور لمشهد واحد).

#### فيلم ريبوت المستقبلي
أما عن فيلم الريبوت، قال غييرمو ديل تورو إن فرانكنشتاين سيكون «تراجيديا ميلتونية» مخلصة، واستشهد بنص «قريب من الكمال» لفرانك دارابونت، الذي تطور إلى فرانكنشتاين لكينيث براناه. قال ديل تورو عن رؤيته: «ما أحاول فعله هو أن آخذ الأسطورة وأفعل شيئًا ما بها، لكنني أجمع عناصر فرانكنشتاين وعروس فرانكنشتاين من دون أن أحولها إلى مجرد أسطورة كلاسيكية حول الوحش. أفضل لحظات فرانكنشتاين، الرواية، في رأيي لم تُصوَر بعد... الرجل الوحيد الذي قبض على الفراغ في رأيي، لا التراجيديا، ولا البعد الميلتوني للوحش، بل الفراغ، هو كريستوفر لي في أفلام هامر، حيث بدا حقًا كأنه شيء حيّ على نحو فاحش. قبض بوريس كارلوف على عنصر التراجيديا لكن ثمة نسخ عديدة، بما فيها النص السينمائي العظيم الذي كتبه فرانك دارابونت، لم تُصوَر حقًا في آخر الأمر». استشهد أيضًا برسومات بيرني رايتسون باعتبارها مصدر إلهام، وقال إن الفيلم لن يركز على خلق الوحش، بل سيكون فيلم مغامرة يقدم الشخصية. قال ديل تورو إنه يرغب بأن يصمم رايتسون نسخته من المخلوق. سيركز الفيلم على الجوانب الدينية من حكاية شيلي. في يونيو 2009، صرح ديل تورو قائلًا إن إنتاجًا لفرانكنشتاين لا يُرجح أن يبدأ قبل أربع سنوات على الأقل. على الرغم من ذلك، فقد أسند دور وحش فرانكنشتاين للمساعد المتكرر دوغ جونز. في مقابلة مع ساي فاي واير، صرح جونز إنه عرف بالأنباء في نفس اليوم الذي عرف فيه الآخرون، وإن «غييرمو قد أخبر الصحافة بأنه أسند إلي دور الوحش بالفعل، لكننا لم نتكلم في ذلك بعد. لكن في رأيه، إن كان هذا ما قرره، فهو ما سيكون... سيكون حلمًا يتحقق». سيكون الفيلم عملًا مرحليًا.
بدأت استوديوهات يونيفرسال مذ ذاك الحين بتطوير كونها السينمائي الخاص الذي يقدم وحوشها الكلاسيكية. أوردت فاريتي أن خافيير بارديم الحائز على جائزة أوسكار كان في المفاوضات للعب دور وحش فرانكنشتاين.

### أفلام هامر
في بريطانيا العظمى، ركزت سلسلة طويلة أنتجتها أفلام هامر على شخصية الدكتور فرانكنشتاين (وعادة ما يلعبها بيتر كوشينغ) بدلًا من وحشه. لعب بيتر كوشينغ دور الدكتور فرانكنشتاين في جميع الأفلام إلا رعب فرانكنشتاين، حيث لعب رالف بيتس الشخصية. لعب كوشينغ أيضًا دورًا في انتقام فرانكنشتاين. لعب ديفيد براوس دور مخلوقين مختلفين.
أفلام هامر سلسلة بالمعنى الأكثر مرونة نظرًا لوجود استمرارية ضعيفة فقط بين الأفلام التالية لأول فيلمين (والتي، على نقيض ذلك، متصلة بعناية). بدءًا من شر فرانكنشتاين، صارت الأفلام قصصًا منفردة فيها إلماحات عرضية مبهمة إلى الأفلام السابقة، بطريقة تشبه سلسلة أفلام جيمس بوند.  في بعض الأفلام، يكون البارون شخصية عطوفة، وبطولية حتى، بينما في الأخرى يكون قاسيًا ومتوحشًا ويتضح أنه شرير العمل.